# Siegbach
Siegbach är en kommun och ort i Lahn-Dill-Kreis i Regierungsbezirk Gießen i förbundslandet Hessen i Tyskland. Kommunen bildades 31 december 1971 genom en sammanslagning av de tidigare kommunerna Tringenstein, Übernthal och Wallenfels.